# Dominiko Waqaniburotu

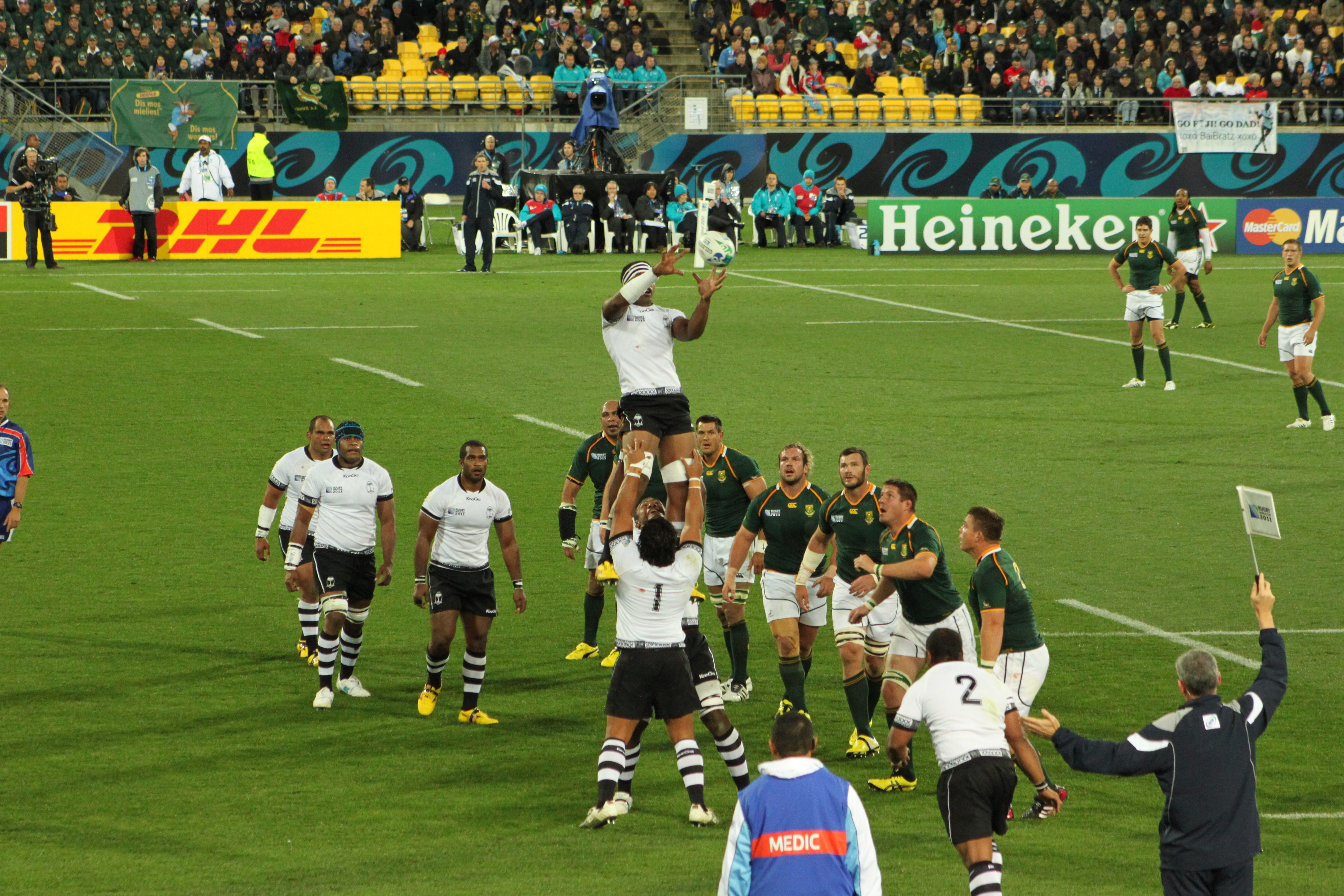
Waqaniburotu łapie piłkę w formacji autowej podczas Pucharu Świata w Rugby 2011

Dominiko Waqaniburotu (wym. [domiˈniko ɰaŋɡanibuˈrotu], ur. 20 kwietnia 1986 r. w Suvie) – fidżyjski rugbysta występujący w trzeciej linii młyna. Reprezentant kraju i trzykrotny uczestnik pucharu świata.

## Młodość
Pochodzi z wioski Makadru na wyspie Matuku w archipelagu Lau. Uczęszczał do Ratu Kadavulevu School w Lodoni, a następnie do Marist Brothers High School w Suvie. Po przeprowadzce do Nowej Zelandii uczył się w Hamilton Boys’ High School.

## Kariera klubowa
Mieszkając w Nowej Zelandii, Waqaniburotu występował w lokalnym klubie z Hamilton, Fraser Tech R.F.C., jednocześnie występując w zespole do lat 20 oraz w rezerwach regionalnej drużyny Waikato. W 2009 roku znalazł się w składzie pierwszej drużyny Waikato na prowincjonalne mistrzostwa Nowej Zelandii, debiutując w tych rozgrywkach w spotkaniu z Southland. W sezonie 2010 regularnie występował w składzie drużyny regionalnej, docierając z nią aż do finału rozgrywek. Formalnie jego kontrakt obowiązywał aż do 2012 roku, jednak po zakończeniu sezonu 2010 Waqaniburotu nie zagrał ponownie w pierwszej drużynie Waikato.
W kwietniu 2012 roku ogłoszono, że począwszy od nowego sezonu Waqaniburotu będzie występował we francuskim zespole CA Brive niezależnie od tego, czy ten zdoła się utrzymać w Top 14, czy też spadnie do Pro D2 Podpisany roczny kontrakt przewidywał możliwość jego odnowienia o kolejny rok. Już na samym początku swojej przygody w Europie Fidżyjczyk doznał kontuzji lewego kolana, która wyłączyła go z gry na kwartał. Po powrocie do zdrowia imponował formą w rozgrywkach Pro D2, dzięki czemu władze klubu już w lutym 2013 r. zdecydowały się na przedłużenie jego kontraktu o dalszy rok; natomiast w listopadzie strony podpisały nową umowę wiążącą Waqaniburotu z zespołem do 2016 roku. W międzyczasie, w maju 2013 roku ekipa Brive po zwycięstwie nad Pau awansowało do Top 14.
Waqaniburotu przez pięć sezonów z powodzeniem występował w najwyższej klasie rozgrywkowej we Francji, zaliczając na tym poziomie ponad 90 spotkań. Jednocześnie wraz z Brive uczestniczył w europejskich rozgrywkach Challenge Cup, gdzie jednak najlepszym wynikiem było trzykrotne ukończenie fazy grupowej i dotarcie do ćwierćfinału zawodów. W listopadzie 2016 roku Fidżyjczyk po raz kolejny przedłużył swój kontrakt z klubem z Brive-la-Gaillarde, tym razem o dwa lata z możliwością aktywacji dodatkowej rocznej klauzuli.
W 2018 roku wraz z drużyną spadł do Pro D2, francuskiej drugiej ligi.

## Kariera reprezentacyjna
Waqaniburotu występował w reprezentacji młodzieżowej do lat 18. W pierwszej reprezentacji Fidżi zadebiutował 5 czerwca 2010 r. w spotkaniu z Australią. Podczas rozpoczynającego się tydzień później turnieju o Puchar Narodów Pacyfiku został mianowany kapitanem drużyny. Jesienią tego samego roku z powodu kontuzji został wycofany ze składu reprezentacji na serię test-meczów w Europie. Decyzja ta na Fidżi spotkała się z pewną krytyką, jako że ta sama diagnoza nie przeszkodziła zawodnikowi w występach na poziomie klubowym, które odbywały się w tym samym czasie.
Latem 2011 roku uczestniczył w Pucharze Narodów Pacyfiku, a następnie otrzymał powołanie na rozgrywany w Nowej Zelandii Puchar Świata. W czasie turnieju został zawieszony na trzy tygodnie za niebezpieczną szarżę w stosunku do reprezentanta Południowej Afryki Patricka Lambiego. Z tego powodu w czasie mistrzostw w Nowej Zelandii wystąpił w zaledwie dwóch spotkaniach.
Waqaniburotu uczestniczył w kolejnych edycjach Pucharu Narodów Pacyfiku – w latach 2014 i 2015. Drugi z nich zakończył się triumfem reprezentacji Fidżi. W tym samym roku po raz drugi w swojej karierze otrzymał powołanie na turniej o mistrzostwo świata. Podobnie jak cztery lata wcześniej, także podczas zawodów na angielskich boiskach na Fidżyjczyka została nałożona kara zawieszenia – zawodnik formacji młyna w meczu otwarcia z ekipą gospodarzy dopuścił się niebezpiecznego zagrania w stosunku do skrzydłowego Jonny’ego Maya.
W 2017 i 2018 ponownie wraz z reprezentacją sięgnął po Puchar Narodów Pacyfiku. Jesienią 2018 roku podczas rozgrywanej w Europie rundy spotkań międzynarodowych Waqaniburotu, pod nieobecność Akapusiego Qery po siedmiu latach ponownie został mianowany kapitanem reprezentacji. W listopadzie w Paryżu Fidżyjczycy pod jego wodzą pokonali – po raz pierwszy w swojej historii – reprezentację Francji.